# Лесное (Змиёвский район)
Лесное (укр. Лісне), поселок,
Скрипаевский сельский совет,
Змиёвский район,
Харьковская область.
Код КОАТУУ — 6321784502. Население по переписи 2001 года составляет 71 (36/35 м/ж) человек.

## Географическое положение
Посёлок Лесное находится на левом берегу реки Северский Донец, в 3-х км выше по течению от места впадения в неё реки Гнилица, на противоположном берегу расположено село Мохнач.
Русло реки извилистое, образует много лиманов и заболоченных озёр, в так как озеро Бакайка.
Посёлок окружено большим лесным массивом (сосна).

## История
В 1946 г. Указом ПВС УССР населенный пункт Мохначенской лесоисследовательской станции переименован в поселок Лесное.

## Экономика
- Лесничество.
- Скрипаевский учебно-опытный лесхоз ХНТУСХ им. П. Василенко.

## Объекты социальной сферы
- Спортивная площадка.